# Under the Influence (Chris Brown)
Under the Influence è un singolo del cantante statunitense Chris Brown, pubblicato il 6 settembre 2022 come primo estratto dall'edizione estesa del nono album in studio Indigo.

## Antefatti
Il brano è stato co-scritto dallo stesso Brown insieme al cantautore nigeriano Davido e prodotto da KDDO. Fu pubblicato per la prima volta nel 2019 all'interno della versione estesa dell'album Indigo, senza venire estratto come singolo in tale frangente. Il lancio discografico di Under the Influence in qualità di singolo è avvenuto soltanto nel settembre 2022, quando il brano era già diventato virale sulla piattaforma TikTok.

## Successo commerciale
Nel 2022, tre anni dopo la sua effettiva pubblicazione, Under the Influence è diventato una sleeper hit grazie alla popolarità raggiunta su TikTok. Il successo su TikTok ha fatto sì che il brano diventasse il più ricercato del momento sulla piattaforma Shazam e, successivamente, un successo di streaming e vendite. Nel febbraio 2023 il brano raggiunge la vetta nella classifica settimanale delle canzoni più trasmesse dalle radio urban statunitensi.

## Classifiche

### Classifiche settimanali
| Classifica (2022) | Posizione massima |
| ----------------- | ----------------- |
| Australia         | 5                 |
| Austria           | 16                |
| Belgio (Vallonia) | 48                |
| Canada            | 13                |
| Danimarca         | 17                |
| Filippine         | 3                 |
| Francia           | 20                |
| Germania          | 12                |
| Grecia            | 2                 |
| India             | 1                 |
| Irlanda           | 14                |
| Islanda           | 24                |
| Italia            | 66                |
| Lituania          | 21                |
| Lussemburgo       | 7                 |
| Medio Oriente     | 12                |
| Norvegia          | 31                |
| Nuova Zelanda     | 2                 |
| Paesi Bassi       | 24                |
| Panama            | 49                |
| Portogallo        | 5                 |
| Regno Unito       | 7                 |
| Repubblica Ceca   | 16                |
| Singapore         | 7                 |
| Slovacchia        | 6                 |
| Stati Uniti       | 12                |
| Sudafrica         | 3                 |
| Svezia            | 29                |
| Svizzera          | 4                 |
| Ungheria          | 19                |
| Vietnam           | 52                |

### Classifiche di fine anno
| Classifica (2022) | Posizione |
| ----------------- | --------- |
| Australia         | 52        |
| Belgio (Vallonia) | 196       |
| Canada            | 89        |
| Danimarca         | 82        |
| Francia           | 149       |
| Germania          | 63        |
| India             | 14        |
| Lituania          | 95        |
| Nuova Zelanda     | 19        |
| Paesi Bassi       | 84        |
| Regno Unito       | 45        |
| Svizzera          | 41        |
| Ungheria          | 55        |
| Classifica (2023) | Posizione |
| Australia         | 83        |
| India             | 9         |
| Portogallo        | 62        |
| Regno Unito       | 69        |
| Stati Uniti       | 17        |
| Svizzera          | 92        |